# Indien ved sommer-OL 2020
Indien deltog under Sommer-OL 2020 i Tokyo som blev afviklet i perioden 23. juli til 8. august 2021.

## Medaljer
| 2020 Tokyo | Guld | Sølv | Bronze | Total |
| Indien     | 1    | 2    | 4      | 7     |

### Medaljevinderne
| Indien under sommer-OL 2020 i Tokyo | Indien under sommer-OL 2020 i Tokyo | Indien under sommer-OL 2020 i Tokyo | Indien under sommer-OL 2020 i Tokyo | Indien under sommer-OL 2020 i Tokyo |
| Medalje                             | Navn | Sport                               | Event                               | Dato                                |
| ----------------------------------- | --- | ----------------------------------- | ----------------------------------- | ----------------------------------- |
| Guld                                | Neeraj Chopra | Atletik                             | Mændenes spydskast                  | 7. august                           |
| Sølv                                | Saikhom Mirabai Chanu | Vægtløftning                        | Damernes 49 kg                      | 24. juli                            |
| Sølv                                | Ravi Kumar Dahiya | Brydning                            | 57 kg fristil                       | 5. august                           |
| Bronze                              | P. V. Sindhu | Badminton                           | Damesingle                          | 1. august                           |
| Bronze                              | Lovlina Borgohain | Boksning                            | Weltervægt                          | 4. august                           |
| Bronze                              | India men's national field hockey team - Dilpreet Singh - Rupinder Pal Singh - Surender Kumar - Manpreet Singh (C) - Hardik Singh - Gurjant Singh - Simranjeet Singh - Mandeep Singh - Harmanpreet Singh - Lalit Upadhyay - P. R. Sreejesh - Sumit - Nilakanta Sharma - Shamsher Singh - Varun Kumar - Birendra Lakra - Amit Rohidas - Vivek Prasad | Field hockey                        | Men's tournament                    | 5. august                           |
| Bronze                              | Bajrang Punia | Brydning                            | 65 kg fristil                       | 7. august                           |